# Skokowa (stacja kolejowa)
Skokowa – stacja kolejowa w Skokowej, w województwie dolnośląskim, w Polsce. Według klasyfikacji PKP ma kategorię dworca lokalnego.
W roku 2013, na północ od stacji, dokonano przesunięcia torów na znajdującym się tam łuku o kilkadziesiąt metrów w kierunku wschodnim.

## Ruch pasażerski
| Rok  | Wymiana pasażerska na dobę |
| ---- | -------------------------- |
| 2017 | 700-999                    |
| 2022 | 700-999                    |